# Dailis Alfonsas Barakauskas
Dailis Alfonsas Barakauskas (* 29. Juni 1952 in Geručiai, Rajongemeinde Pakruojis) ist ein litauischer Politiker, ehemaliger Verkehrs- und Innenminister Litauens.

## Leben
Nach dem Abitur 1970 an der Mittelschule Žeimelis bei Pakruojis absolvierte Barakauskas von 1970 bis 1975 das Diplomstudium am  Politechnischen Institut in der litauischen zweitgrößten Stadt Kaunas und 1989 das Studium der internationalen Wirtschaftsbeziehungen an der Universität Vilnius in der litauischen Hauptstadt Vilnius. 
Ab 2008 war Barakauskas Honorarkonsul von Sri Lanka. Von 1997 bis 2000 war er Mitglied im Rat der Stadtgemeinde Šiauliai. Von 2000 bis 2004 und von 2008 bis 2012 war er Mitglied des Seimas und 2001 Verkehrsminister Litauens, von 2012 bis 2014 Innenminister Litauens. Er trat aus gesundheitlichen Gründen zurück.
Barakauskas ist verheiratet und hat mit seiner Frau zwei Töchter.